# Valentino Acuña
Valentino Andrés Acuña (ur. 27 stycznia 2006 w Rosario) – argentyński piłkarz występujący na pozycji ofensywnego lub środkowego pomocnika, od 2024 roku zawodnik Newell’s Old Boys.